# Віко-дель-Гаргано
Віко-дель-Гаргано (італ. Vico del Gargano) — муніципалітет на півострові Гаргано в Італії, у регіоні Апулія,  провінція Фоджа.
Віко-дель-Гаргано розташоване на відстані близько 290 км на схід від Рима, 115 км на північний захід від Барі, 60 км на північний схід від Фоджі.
Населення — 7774 особи (2014).
Щорічний фестиваль відбувається 14 лютого. Покровитель — святий Валентин.

## Демографія
Населення за роками:

Станом на 1 січня 2023 року в муніципалітеті офіційно проживало 235 іноземців з 28 країн, серед них 135 громадян країн Євросоюзу та 5 громадян України.

## Сусідні муніципалітети
- Карпіно
- Іскітелла
- Монте-Сант'Анджело
- Пескічі
- Роді-Гарганіко
- В'єсте